# ダビド・ロドリゲス
ダビド・ロドリゲス・サンチェス（David Rodríguez Sánchez, 1986年2月14日 - ）はスペイン・タラベラ・デ・ラ・レイナ出身のサッカー選手。セグンダ・ディビシオンのラシン・サンタンデール所属。ポジションはフォワード。弟のセルヒオ・ロドリゲス・サンチェスはディフェンダーとしてプレーするサッカー選手であり、アトレティコ・マドリードやセルタ・デ・ビーゴのリザーブチーム在籍時にトップチームの試合に出場したことがある。

## 経歴
アトレティコ・マドリードの下部組織出身で、2005年にセグンダ・ディビシオン（2部）のシウダ・デ・ムルシアにレンタル移籍してプロデビュー。しかし、アトレティコのトップチームでは出場機会を得られず、2006年1月にはセグンダ・ディビシオンB（3部相当）のUDラス・パルマスにレンタル移籍。2006-07シーズンはアトレティコに復帰し、Bチームでプレーしてチーム内得点王となった。2007-08シーズンはセグンダ・ディビシオンのUDサラマンカに移籍した。
2008年、プリメーラ・ディビシオン（1部）のUDアルメリアに移籍金40万ユーロで移籍し、すぐにセグンダ・ディビシオンのセルタ・デ・ビーゴにレンタル移籍。2009年夏にはアルメリアに復帰し、8月30日のレアル・バリャドリード戦(0-0)でトップリーグデビューした。11月22日のRCDマジョルカ戦(1-3)では投入されてからわずか5分で得点を挙げた。2009-10シーズンは4番手か5番手の攻撃的オプションに過ぎず、2010年7月16日、クラブから出場停止処分を受けたためにセルタと4年契約を結んだ。2010-11シーズンは自己最多の17得点を挙げ、レギュラーシーズンを6位で終えたセルタは昇格プレーオフに出場した。
2014年1月30日、セルタとの契約を修了し、翌日にブライトン・アンド・ホーヴ・アルビオンFCに移籍した。
2014年7月18日、ADアルコルコンに移籍した。2014-15シーズンはキャリアで最高となる20得点を挙げた。
2017年6月30日、CAオサスナに移籍した。
2019年8月20日、ラシン・サンタンデールに1年契約で移籍した。